# Gwiazdy zmienne typu ZZ Ceti
Gwiazdy zmienne typu ZZ Ceti – rodzaj gwiazd zmiennych pulsujących, będących jednocześnie białymi karłami. 
Gwiazdy tej grupy zmieniają jasność w bardzo krótkich okresach wynoszących od 25 sekund do 30 minut, a amplituda tych zmian wynosi 0,001–0,2m. Ze względu na bardzo dużą gęstość, mają one bardzo dużą siłę ciążenia na powierzchni.
Temperatura gwiazd typu ZZ Ceti wynosi od 10 000 K do około 12 500 K.
Gwiazdy typu ZZ Ceti dzielą się na kilka podtypów:
- ZZA – gwiazdy typu widmowego DA posiadające jedynie linie absorpcyjne wodoru,
- ZZB – gwiazdy typu widmowego DB posiadające jedynie linie absorpcyjne helu,
- ZZC – bardzo gorące gwiazdy typu widmowego DO.

Pierwowzorem tej grupy jest gwiazda ZZ Ceti. Jest to pulsujący biały karzeł odkryty w 1968 roku. Amplituda jego pulsacji jest niezwykle mała i wynosi zaledwie 0,01m z okresem około 3,5 minuty.